# Тейер, Уитни Юджин
Уи́тни Ю́джин Те́йер (англ. Whitney Eugene Thayer; 11 декабря 1838, Мендон, штат Массачусетс — 27 июня 1889, Берлингтон, штат Вермонт) — американский органист и композитор.
Начал выступать с 14-летнего возраста. В 1865—1866 годах учился в Берлине у Карла Августа Хаупта. Тайер дал свой первый концерт сразу после установки нового органа в Бостонском мюзик-холле (Boston Music Hall) в 1863 году. В дальнейшем был одним из ведущих концертирующих органистов Бостона, редактировал журналы «Organist’s Journal» и «Choir Journal», возглавлял Ассоциацию церковной музыки Новой Англии. В 1881 году перебрался в Нью-Йорк, где вскоре был вынужден отказаться от игры в церкви, поскольку его однозначное предпочтение классического музыкального материала не встречало поддержки; затем жил в Коннектикуте, много гастролировал по стране, давал уроки. В 1883 году получил степень доктора музыки в Вустерском университете. Оставил кантату, мессу, многочисленные органные сочинения, вокальные квартеты и песни. Покончил с собой (застрелился) по неясным причинам, прибыв в Берлингтон для того, чтобы дать в городе мастер-класс.